# Koń Polski (kabaret)
Koń Polski – polski kabaret satyryczno-polityczny.

## Historia
Ekipa założona w 1985 roku z inicjatywy Leszka Malinowskiego. Kabaret powstał w środowisku akademickim Wyższej Szkoły Inżynierskiej (obecnej Politechniki Koszalińskiej).
W 1985 grupa zdobyła Grand Prix Uniwersytetu Jagiellońskiego na tamtejszym przeglądzie studenckim PaKA. W 1988 występowała, jako stała ekipa restauracji "Adria" w Poznaniu (wcześniej wszyscy artyści grupy występowali w kabarecie "Tey"). 
Kabaret współtworzył też seriale TVP Badziewiakowie i Skarb sekretarza (oraz jego pełnometrażowej wersji Jest sprawa...). Jest także gospodarzem kabaretonów w Koszalinie oraz programów TVP z cyklu Fabryka śmiechu.

## Skład grupy
- Leszek Malinowski – lider i założyciel, autor i reżyser skeczy, odtwórca rozpoznawalnych postaci: Heli, Badziewiaka.
- Waldemar Sierański – współpraca autorska, odtwórca rozpoznawalnych postaci: Mariana, Szeregowego Maślanki;
- Jarosław Barów – kompozytor, aranżer i instrumentalista.

Chórek Koniczynki tworzą:
- Agnieszka Babicz,
- Maria Borzyszkowska,
- Beata Noszczyńska.

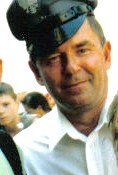
Leszek Malinowski
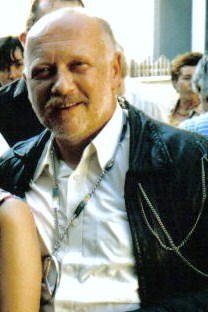
Waldemar Sierański

## Byli członkowie grupy
- Piotr Kryszan - odtwórca różnych postaci (do 2002)
- Małgorzata Franek (obecnie Malinowska),
- Celina Monikowska Martini,
- Jan Martini,
- Roman Franczak,
- Mieczysław Giedrojć

## Główne wyróżnienia
- nagroda Grand Prix I Przeglądu Kabaretów PaKA w Krakowie (1985)
- Nagroda Artystyczna Młodych im. Stanisława Wyspiańskiego (1990)
- "Złota Szpilka" Lidzbarskich Biesiad Satyry i Humoru
- nagroda główna Ogólnopolskich Targów Kabaretowych "Otaka" we Wrocławiu
- pierwsze miejsce Festiwalu Osobliwości Kabaretowych "Foka" w Warszawie
- FAMA - nagroda II Programu Telewizji Polskiej